# Черниковка (станция)
Чернико́вка — железнодорожная станция Башкирского региона Куйбышевской железной дороги на линии Уфа — Челябинск в Калининском районе города Уфы, в жилом районе Черниковка (бывший город Черниковск). Крупная грузовая станция.
Пассажирская платформа станции низкая, островная, имеет здание вокзала с залом ожидания и билетными кассами. Выходы в город с платформы по переходному мосту.
В нечётной горловине к станции примыкает внутриузловая электрифицированная ветка Черниковка — Загородная. Пассажирское сообщение на ней отсутствует. Кроме того, имеются примыкания подъездных путей ряда промышленных предприятий Уфы.
Максимальная грузоподъемность установленных на станции механизмов для погрузки и выгрузки тяжеловесных грузов равна 30 тоннам.
На станции разрешены прием и выдача:
- повагонных отправок грузов, допускаемых к хранению на открытых площадках станции.
- мелких отправок грузов, требующих хранение в крытых складах станции.
- грузов повагонными и мелкими отправками, загружаемых целыми вагонами, только на подъездных путях и местах необщего пользования.
- повагонных отправок, требующих хранение в крытых складах станции.
- грузов в универсальных контейнерах массой брутто 3 и 5 тонн.
- грузов в универсальных контейнерах массой брутто 20 тонн.
- мелких отправок грузов, допускаемых к хранению на открытых площадках станции.
- грузов в универсальных контейнерах массой брутто 30 тонн[5].

Адрес: Уфа, Индустриальное шоссе, 37а.
Транспортная эффективность станции. Граждане проживающие на севере Уфы в Черниковке, Инорсе вынуждены приехав на вокзал ст. Уфа еще 1-1,5 часа добираться на автобусе до дома. Проблему могла бы решить остановка поездов дальнего следования на платформе Спортивная или Черниковка.